# Lanier County
Lanier County is een county in de Amerikaanse staat Georgia.
De county heeft een landoppervlakte van 484 km² en telt 7.241 inwoners (volkstelling 2000). De hoofdplaats is Lakeland.